# Urberach

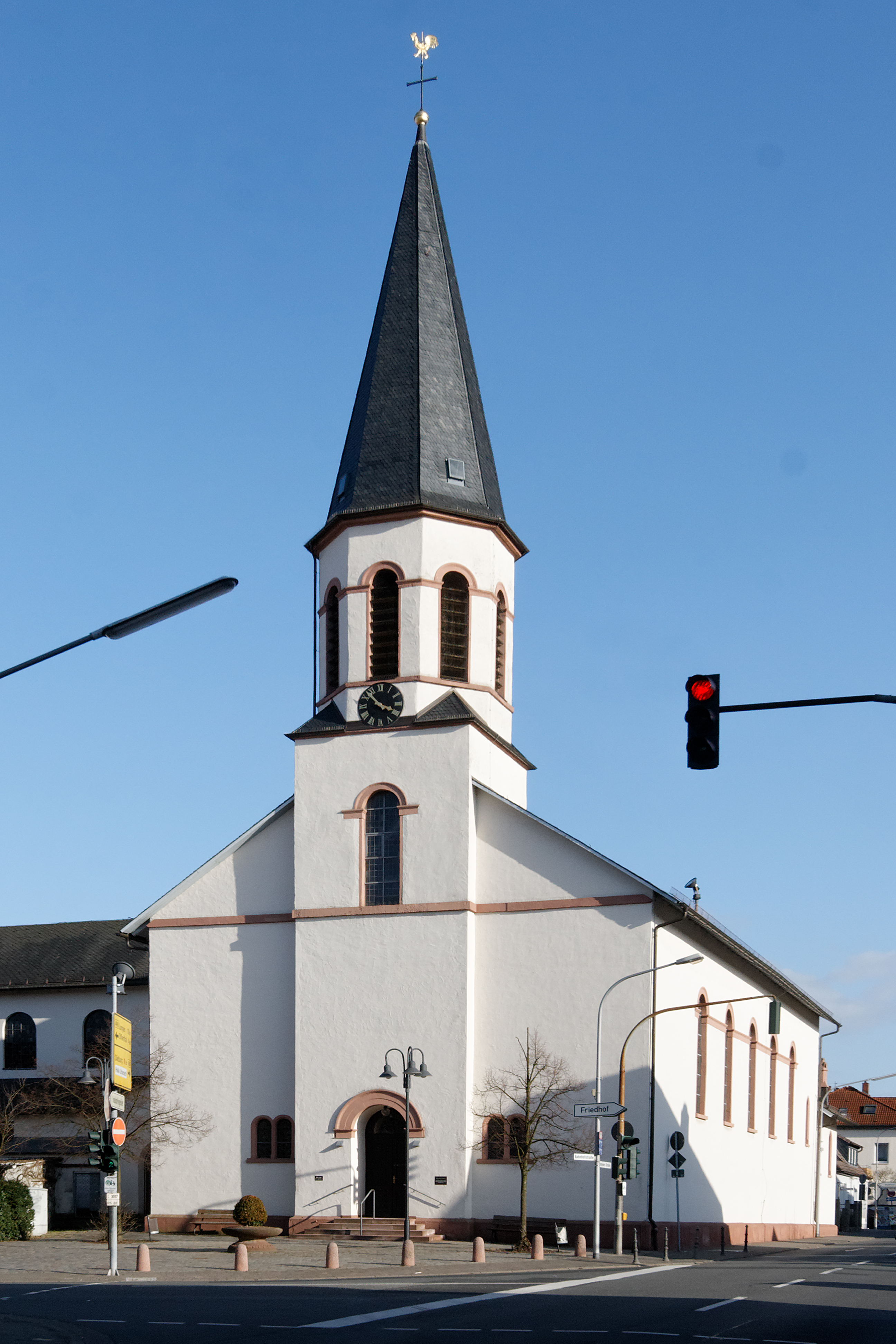
Katholische Pfarrkirche St. Gallus von 1821/22 in der Ortsmitte

Urberach (dialektal auch Orwisch genannt) ist ein Stadtteil von Rödermark im südhessischen Landkreis Offenbach.

## Geographie
Urberach liegt auf einer Höhe von 152 m ü. NHN, 15 km südlich von Offenbach am Main, zwischen Dietzenbach im Norden, Langen im Westen und Messel im Süden.

## Geschichte

### Herrschafts- und Verwaltungsgeschichte
In den siebziger Jahren des 13. Jahrhunderts besaßen die Herren von Eppstein das Dorf Urberach als Pfand. 1280 belehnten sie Heinrich, zuvor Schultheiß von Frankfurt am Main, mit einem Drittel der Vogtei in Urberach. 1303 wurde auch Besitz der Herren von Hanau in Urberach erwähnt. Urberach gehörte zur Röder Mark und dort zum Märkergericht von Ober-Roden. 1425 wurde Urberach zusammen mit anderen Eppsteinischen Besitzungen an das Kurfürstentum Mainz verkauft. Dort gehörte es zum Amt Dieburg.
1706 tauschte der Mainzer Erzbischof Lothar Franz von Schönborn mit dem Grafen Johann Philipp von Isenburg-Büdingen den Ort gegen Hechtsheim und Weisenau. Urberach gehörte fortan zur Grafschaft Isenburg-Philippseich, einer jüngeren Linie des Hauses Isenburg, und innerhalb der isenburgischen Besitzungen zum Oberamt Offenbach.
1786 wurde die Markgenossenschaft Röder Mark, bis dahin ein großer, gemeinschaftlicher Wald, unter den ihr angehörenden Gemeinden Ober- und Nieder-Roden, Urberach, Messel, Dietzenbach, Hainhausen, Jügesheim und Dudenhofen aufgeteilt. Urberach erhielt so seinen Gemeindewald.
Infolge der Napoleonischen Kriege gehörte Urberach ab 1806 zum Fürstentum Isenburg (Rheinbund) und fiel im Rahmen der Befreiungskriege an das Generalgouvernement Frankfurt. Der Wiener Kongress schlug es 1815 dem Kaisertum Österreich zu, welches es 1816 an das Großherzogtum Hessen abtrat. Das Großherzogtum wurde 1918 in Volksstaat Hessen umbenannt, der dann 1946 im Land Hessen aufging.
Es war anschließend folgenden Verwaltungseinheiten zugeordnet:
- 1820: Amt Dreieich
- 1823: Landratsbezirk Offenbach
- 1832: Kreis Offenbach
- 1848: Regierungsbezirk Dieburg
- 1852: Kreis Dieburg
- 1938: Landkreis Dieburg
- 1977: Landkreis Offenbach

1823 wurde Urberach dem Bezirk des Landgerichts Offenbach zugeordnet und wechselte 1853 in den Bezirk des Landgerichts Langen. Ab 1879 war dann das Amtsgericht Langen erstinstanzlich zuständig.
Urberach war bis zum 31. Dezember 1976 eine eigenständige Gemeinde im Landkreis Dieburg. Im Rahmen der Gebietsreform in Hessen schlossen sich die bis dahin selbstständigen Gemeinden Urberach und Ober-Roden per Gesetz am 1. Januar 1977 zur Gemeinde, seit 23. August 1980 Stadt Rödermark zusammen. Urberach ist seither ein Stadtteil von Rödermark.

### Historische Namensformen
In erhaltenen Urkunden wurde Urberach unter den folgenden Namen erwähnt (in Klammern das Jahr der Erwähnung):
- Orbruch (1275)
- Urbruch (1280)
- Urbruch (1303)
- Orbruch (1322)
- Urbruch (1385)
- Orberach (1652)
- Urberach (1706)

### Einwohnerentwicklung
Belegte Einwohnerzahlen sind:
- 1961: 851 evangelische (= 17,92 %), 3751 katholische (= 78,99 %) Einwohner

| Urberach: Einwohnerzahlen von 1829 bis 2016 | Urberach: Einwohnerzahlen von 1829 bis 2016 | Urberach: Einwohnerzahlen von 1829 bis 2016 | Urberach: Einwohnerzahlen von 1829 bis 2016 | Urberach: Einwohnerzahlen von 1829 bis 2016 |
| --- | ------------------------------------------- | ------------------------------------------- | ------------------------------------------- | ------------------------------------------- |
| Jahr |                                             |                                             |                                             | Einwohner                                   |
| 1829 | 1829                                        |                                             | 1.213                                       | 1.213                                       |
| 1834 | 1834                                        |                                             | 1.387                                       | 1.387                                       |
| 1840 | 1840                                        |                                             | 1.468                                       | 1.468                                       |
| 1846 | 1846                                        |                                             | 1.527                                       | 1.527                                       |
| 1852 | 1852                                        |                                             | 1.577                                       | 1.577                                       |
| 1858 | 1858                                        |                                             | 1.531                                       | 1.531                                       |
| 1864 | 1864                                        |                                             | 1.474                                       | 1.474                                       |
| 1871 | 1871                                        |                                             | 1.537                                       | 1.537                                       |
| 1875 | 1875                                        |                                             | 1.631                                       | 1.631                                       |
| 1885 | 1885                                        |                                             | 1.451                                       | 1.451                                       |
| 1895 | 1895                                        |                                             | 1.609                                       | 1.609                                       |
| 1905 | 1905                                        |                                             | 1.856                                       | 1.856                                       |
| 1910 | 1910                                        |                                             | 2.112                                       | 2.112                                       |
| 1925 | 1925                                        |                                             | 2.447                                       | 2.447                                       |
| 1939 | 1939                                        |                                             | 2.807                                       | 2.807                                       |
| 1946 | 1946                                        |                                             | 3.428                                       | 3.428                                       |
| 1950 | 1950                                        |                                             | 3.723                                       | 3.723                                       |
| 1956 | 1956                                        |                                             | 4.186                                       | 4.186                                       |
| 1961 | 1961                                        |                                             | 4.749                                       | 4.749                                       |
| 1967 | 1967                                        |                                             | 6.858                                       | 6.858                                       |
| 1970 | 1970                                        |                                             | 7.393                                       | 7.393                                       |
| 2007 | 2007                                        |                                             | 11.537                                      | 11.537                                      |
| 2011 | 2011                                        |                                             | 11.369                                      | 11.369                                      |
| 2016 | 2016                                        |                                             | 12.157                                      | 12.157                                      |
| Datenquelle: Historisches Gemeindeverzeichnis für Hessen: Die Bevölkerung der Gemeinden 1834 bis 1967. Wiesbaden: Hessisches Statistisches Landesamt, 1968. Weitere Quellen: |                                             |                                             |                                             |                                             |

### Orts-Spitzname
Die Urberacher bezeichnen sich selbst als „Orwischer“. Die Urberacher Mundartformation Die Rodauschiffer haben eine Hymne Unser Orwisch auf den Ort geschrieben, in der sie auch an die alte Apfelweintradition und weitere Besonderheiten erinnern.

## Religion
Vor 1250 hatte der Ort bereits eine Kirche, die unter dem Patrozinium des Heiligen Gallus stand und eine Filialkirche von Oberroden war. 1256 hatten die Herren von Hanau das Kirchenpatronat inne. In Mittelalter und früher Neuzeit war kirchliche Mittelbehörde das Archidiakonat St. Peter und Alexander in Aschaffenburg, Landkapitel Rodgau.
Um 1550 führte Graf Philipp von Hanau-Lichtenberg die Reformation ein, die Gemeinde wurde vorübergehend lutherisch. 1576 hatte der Pfarrer zu Ober-Roden den kleinen Zehnten inne. 1706 errichtete Kurmainz in Urberach eine eigene römisch-katholische Pfarrei.
1821/22 ließ die katholische Gemeinde unter der Oberleitung von Georg Moller eine neue Kirche erbauen, einen klassizistischen Saalbau. Die Katholische Kirche St. Gallus gehört zum Bistum Mainz.
Bis zur Zuwanderung nach dem Zweiten Weltkrieg war Urberach katholisch geprägt. Seitdem gibt es drei christliche Kirchengemeinden:
- Katholische Kirchengemeinde St. Gallus Urberach[9]
- Evangelische Petrusgemeinde Urberach[10]
- Neuapostolische Gemeinde Rödermark-Urberach[11]
- Freie evangelische Gemeinde Rödermark[12]

## Wappen und Flagge
Wappen

Blasonierung: „In rotem Schild ein sechsspeichiges silbernes Rad (Kurmainz), belegt mit einem goldenen Pfahl, darauf eine schwarze Tonvase (Urberach).“
Das Wappen wurde der Gemeinde Urberach im damaligen Landkreis Dieburg am 30. Oktober 1952 durch den Hessischen Innenminister genehmigt.
Gestaltet wurde es durch den Heraldiker Georg Massoth.
Das neuverliehene und neugeschaffene Wappen verbindet die ehemalige politische Zugehörigkeit des Ortes zu Mainz (Mainzer Rad) mit einer besonderen, für Urberach typischen Gewerbetätigkeit, der Töpferei (Tonvase). Ein Grenzstein des 18. Jahrhunderts dagegen zeigt ein großes gotisches U.
Flagge
Die Flagge wurde der Gemeinde am 12. Mai 1953 vom Hessischen Innenminister genehmigt und wird wie folgt beschrieben:
„Auf breiter weißen Mittelbahn des rot-weiß-roten Flaggentuches das Wappen der Gemeinde Urberach.“

## Wirtschaft und Infrastruktur

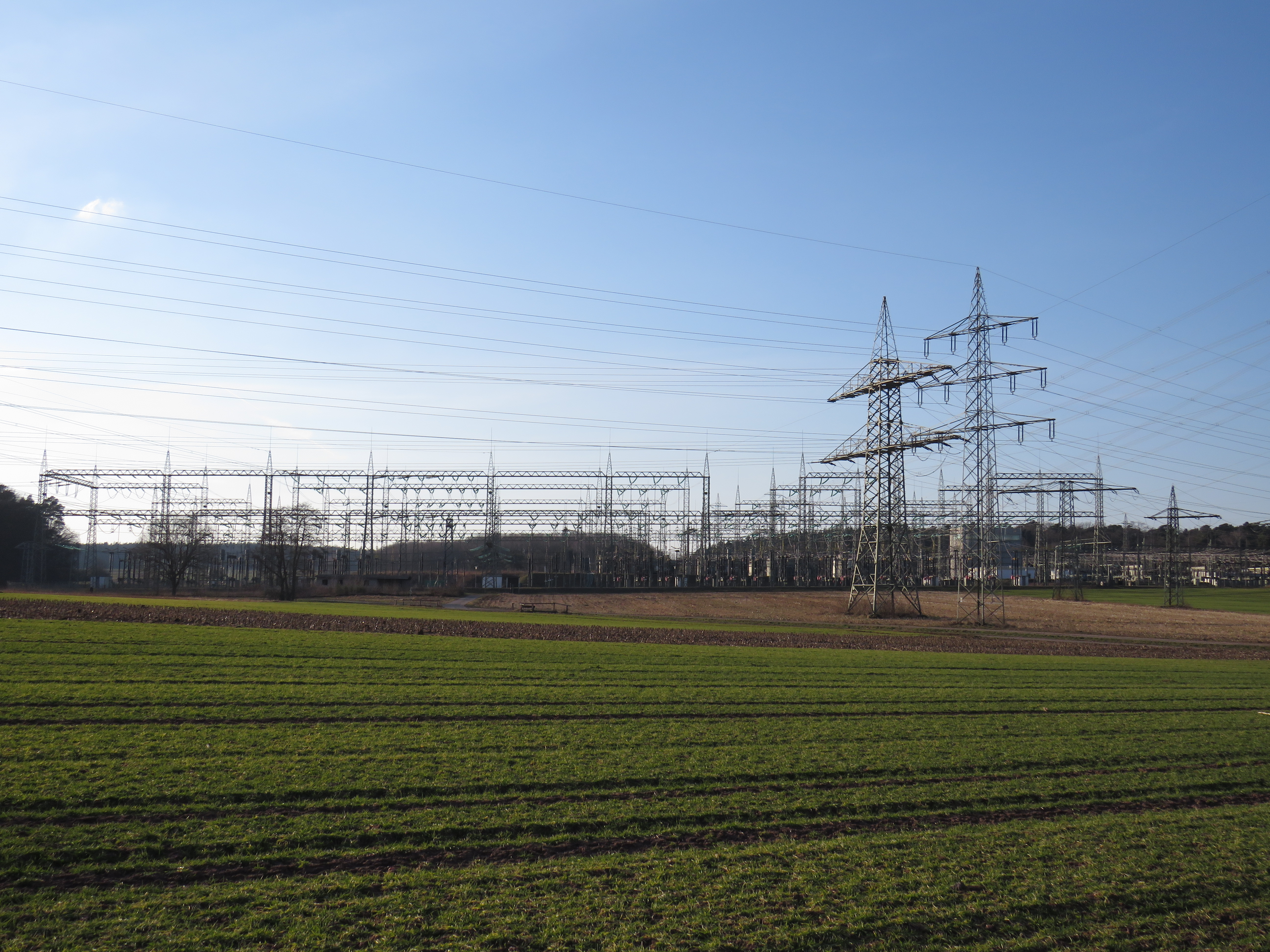
Umspannwerk Urberach

### Wirtschaftsstruktur
Im 17. Jahrhundert gehörten dem Mainzer Kurfürst zwei Mühlen in Urberach, die er verpachtete. Urberach war ein Zentrum des Töpferhandwerks. Ein Töpfermuseum, ein Töpfermarkt sowie das Tongefäß im Stadtwappen erinnern an diese Tradition.
Westlich des Ortes steht seit den 1950er Jahren ein großes Schalt- und Umspannwerk der Amprion GmbH (ursprünglich RWE), das ständig erweitert wird. Es arbeitet auf den Spannungsebenen 380, 220 und 110 kV und ist Ausgangspunkt zahlreicher Hochspannungsleitungen, etwa der 380-kV-Leitung nach Bürstadt.
Die neu gegründete Berufsakademie Rhein-Main hat 2002 in Urberach ihren Sitz genommen.

### Verkehr

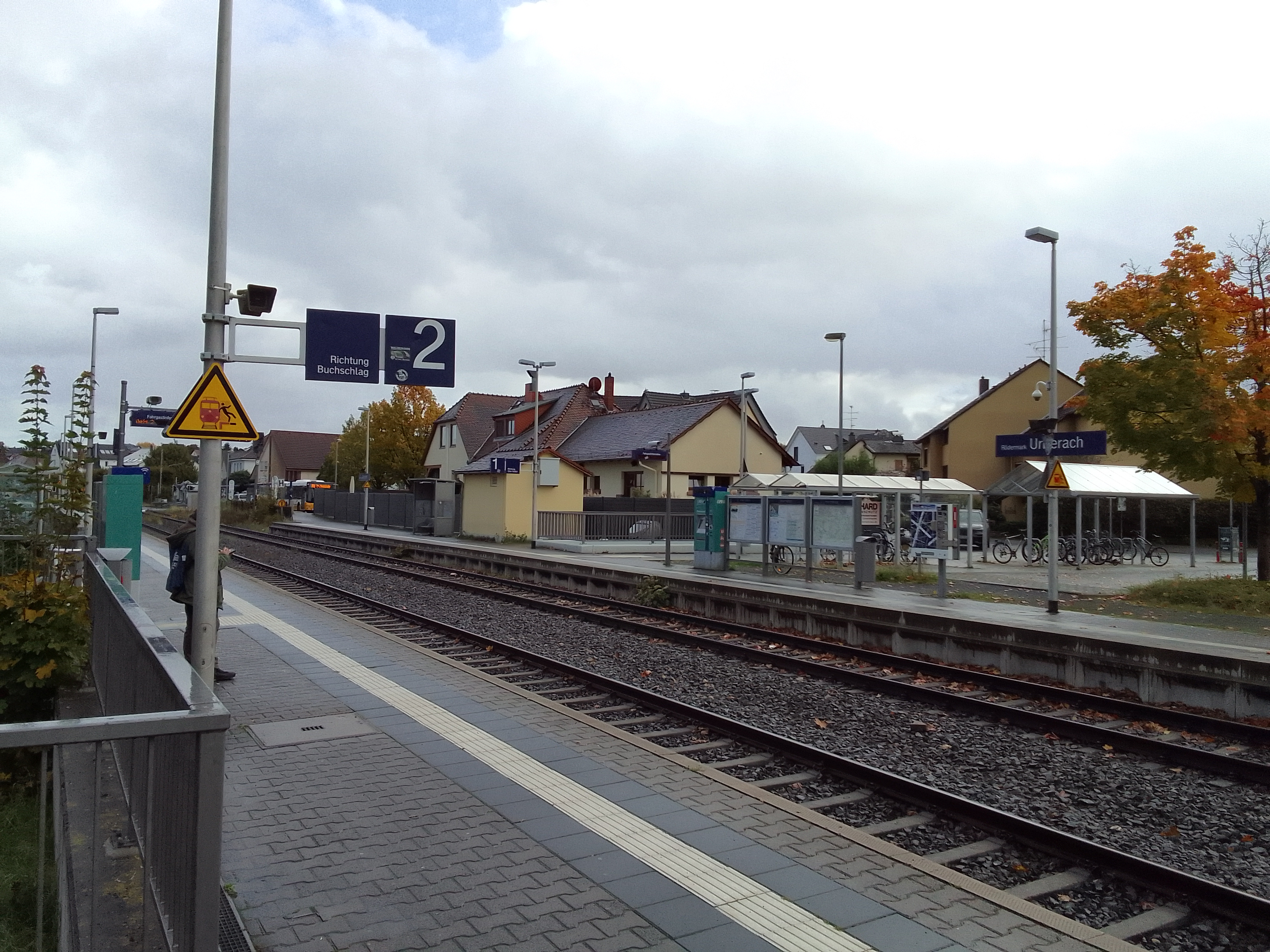
Bahnhof Rödermark-Urberach

1905 erhielt der Ort mit der Dreieichbahn Eisenbahnanschluss und einen eigenen Bahnhof.
Für den überörtlichen Straßenverkehr ist Urberach durch die Bundesstraße 486 erschlossen.

## Persönlichkeiten

### Ehrenbürger
- Aloys Georg Rink (genannt: Ludwig) (1881–1971), Politiker (SPD), hessischer Landtagsabgeordneter, ausgezeichnet mit dem Bundesverdienstkreuz
- Nikolaus Schwarzkopf (1884–1962), Schriftsteller und Georg-Büchner-Preisträger
- Johannes Heitkämper (1895–1967), Pfarrer

### Personen mit Beziehung zur Gemeinde
- Robert Bloch (1885–1951), Unternehmer[17]
- Georg Popp (1861–1943), Chemiker, Forensiker, Hochschullehrer – hatte ein Jagdhaus in Urberach
- Adam Lang (1876–1965), Politiker (SPD), hessischer Landtagsabgeordneter
- Walter Faust (1931–2023), Bürgermeister (1970–1976), Kommunalpolitiker (CDU)
- Adam Spamer (1896–1990), Bürgermeister (1954–1970), Kommunalpolitiker (SPD)[18]
- Roland Kern (* 1947), Politiker (Die Grünen) und ehemaliger Vizepräsident des Hessischen Landtags
- Kristina Bach (* 1962), Schlagersängerin, lebte in den 1990er Jahren in Urberach
- Patricia Lips (* 1963), Politikerin (CDU), Bundestagsabgeordnete seit 2002
- Wolfgang Steiger (* 1964), Politiker (CDU) und 1999–2002 Bundestagsabgeordneter